# Lisa del Giocondo

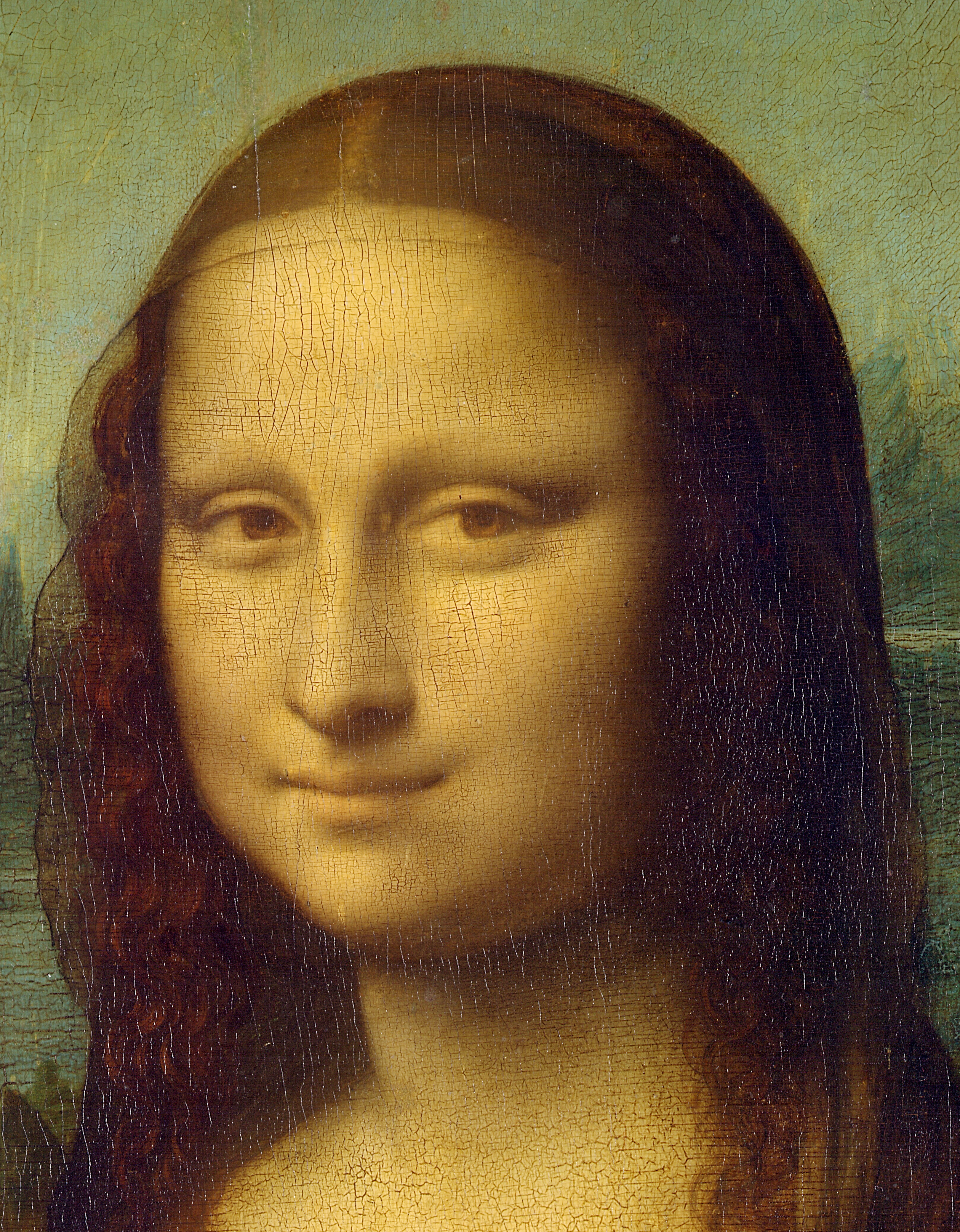
Mona Lisa (Detail)

Lisa del Giocondo (* 15. Juni 1479 in der Via Maggio in Florenz als Lisa Gherardini; † 15. Juli 1542 im Monastero di Sant’Orsola in Florenz) war die Gattin des Florentiner Tuch- und Seidenhändlers Francesco di Bartolomeo di Zanobi del Giocondo.
Sie könnte die Person sein, die im Porträt der Mona Lisa von Leonardo da Vinci dargestellt ist, welches vermutlich zwischen 1503 und 1506 in Florenz entstand.  Allerdings zweifeln einige Kunsthistoriker die Identifizierung der Mona Lisa als Lisa del Giocondo an.

## Lebenslauf
Lisa del Giocondo wurde als Lisa di Noldo Gherardini am 15. Juni 1479 in der Via Maggio in Florenz als Tochter des Grundbesitzers Antonmaria di Noldo Gherardini und dessen dritter Ehefrau Lucrezia del Caccia geboren. Sie wurde nach ihrer Großmutter väterlicherseits benannt, die ebenfalls Lisa hieß.

### Herkunft

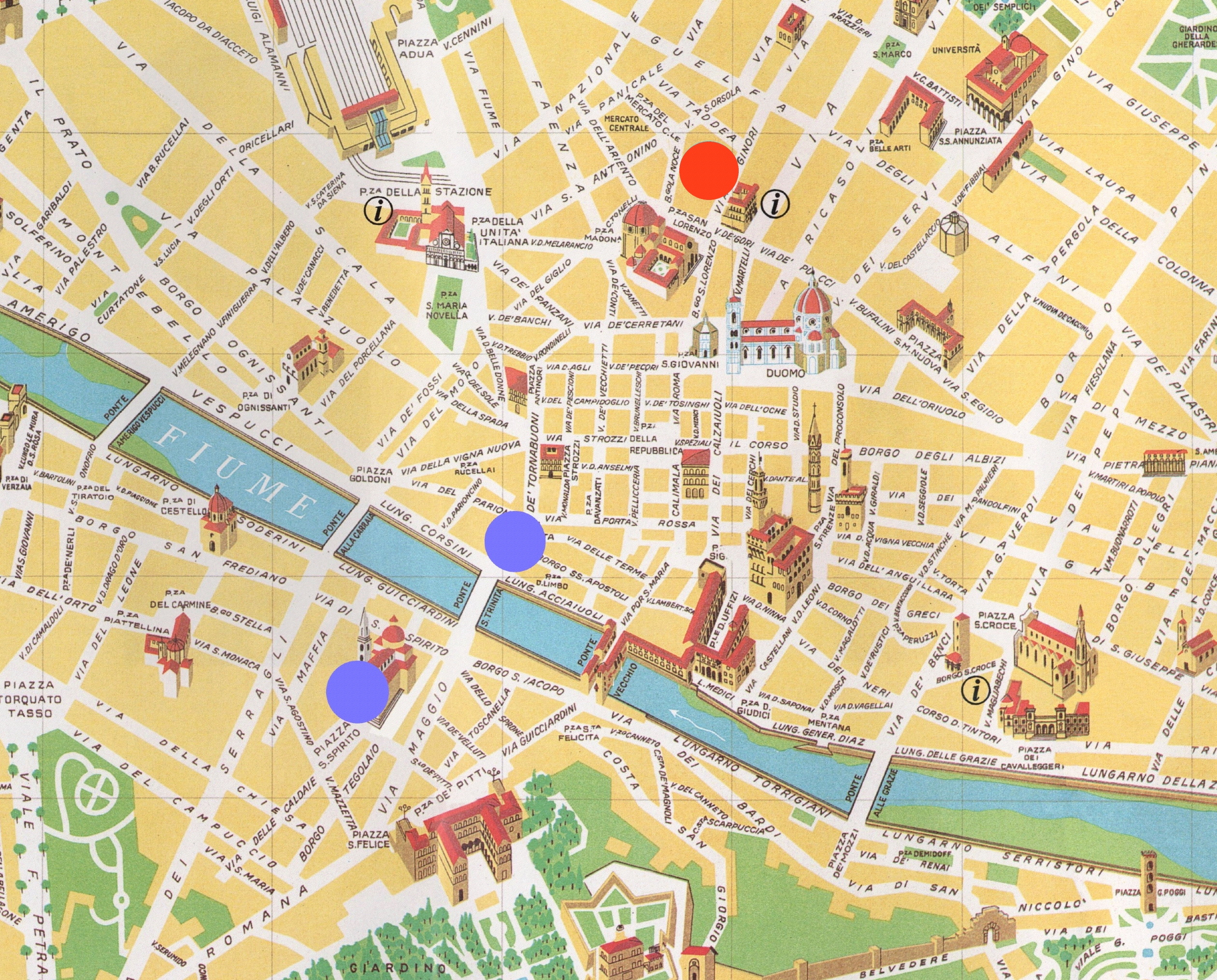
Karte von Florenz
1. FF0000 Francesco und Lisa wohnten in der Via della Stufa
2. 0000FF
Lisas Eltern wohnten näher am Fluss Arno, zuerst nördlich, dann südlich davon

Lisas Vater Antonmaria di Noldo Gherardini entstammte einer begüterten alten aristokratischen Familie. Antonmaria gehörten zu einem Zeitpunkt sechs Bauernhöfe im Chianti, die Weizen, Wein, Olivenöl und Vieh produzierten.
Antonmaria di Noldo Gherardini war zuvor schon zweimal verheiratet gewesen. 1465 heiratete er Lisa di Giovanni Filippo de’ Carducci und 1473 Caterina di Mariotto Rucellai. Beide Ehefrauen starben im Wochenbett. 1476 heiratete Antonmaria di Noldo Gherardini dann als dritte Ehefrau Lucrezia del Caccia, Tochter der Piera Spinelli. Das erste von sieben Kindern dieser Ehe war Lisa di Noldo Gherardini. Sie hatte drei Schwestern, deren eine Ginevra hieß, und drei Brüder, Giovangualberto, Francesco und Noldo.

### Ehe
Lisa di Noldo Gherardini heiratete am 5. März 1495 im Alter von 15 Jahren den 30-jährigen Tuch- und Seidenhändler Francesco di Bartolomeo di Zanobi del Giocondo (1465–1538). Lisa war Francescos dritte Ehefrau. 1491 hatte er Camilla di Mariotto Rucellai geheiratet und 1493 Tommasa di Mariotto Villani. Beide Ehefrauen verstarben. Die zweite Ehefrau von Lisas Vater Antonmaria, Caterina di Mariotto Rucellai, und die erste Ehefrau von Lisas Ehemann Francesco, Camilla di Mariotto Rucellai, waren Schwestern. Lisas Aussteuer betrug 170 Florin und den Bauernhof San Silvestro, der zwischen Castellina in Chianti und San Donato in Poggio lag. Dort besaß später auch Michelangelo Buonarroti zwei Bauernhöfe.
Francesco kaufte am 5. März 1503 ein Haus neben dem alten Familienanwesen in der Via della Stufa. Dies war möglicherweise auch der Anlass für die Anfertigung des Porträts der Mona Lisa.
Lisa und Francesco hatten fünf namentlich bekannte Kinder: Piero, Camilla, Andrea, Giocondo und Marietta, die zwischen 1496 und 1507 geboren wurden. Eine weitere (namentlich nicht bekannte) Tochter verstarb kurz nach der Geburt. Außerdem erzog Lisa noch Bartholomeo, den Sohn Francescos aus seiner ersten Ehe mit Camilla di Mariotto Rucellai, der 1490 geboren, also zum Zeitpunkt der Heirat von Francesco und Lisa fünf Jahre alt war.

### Tod

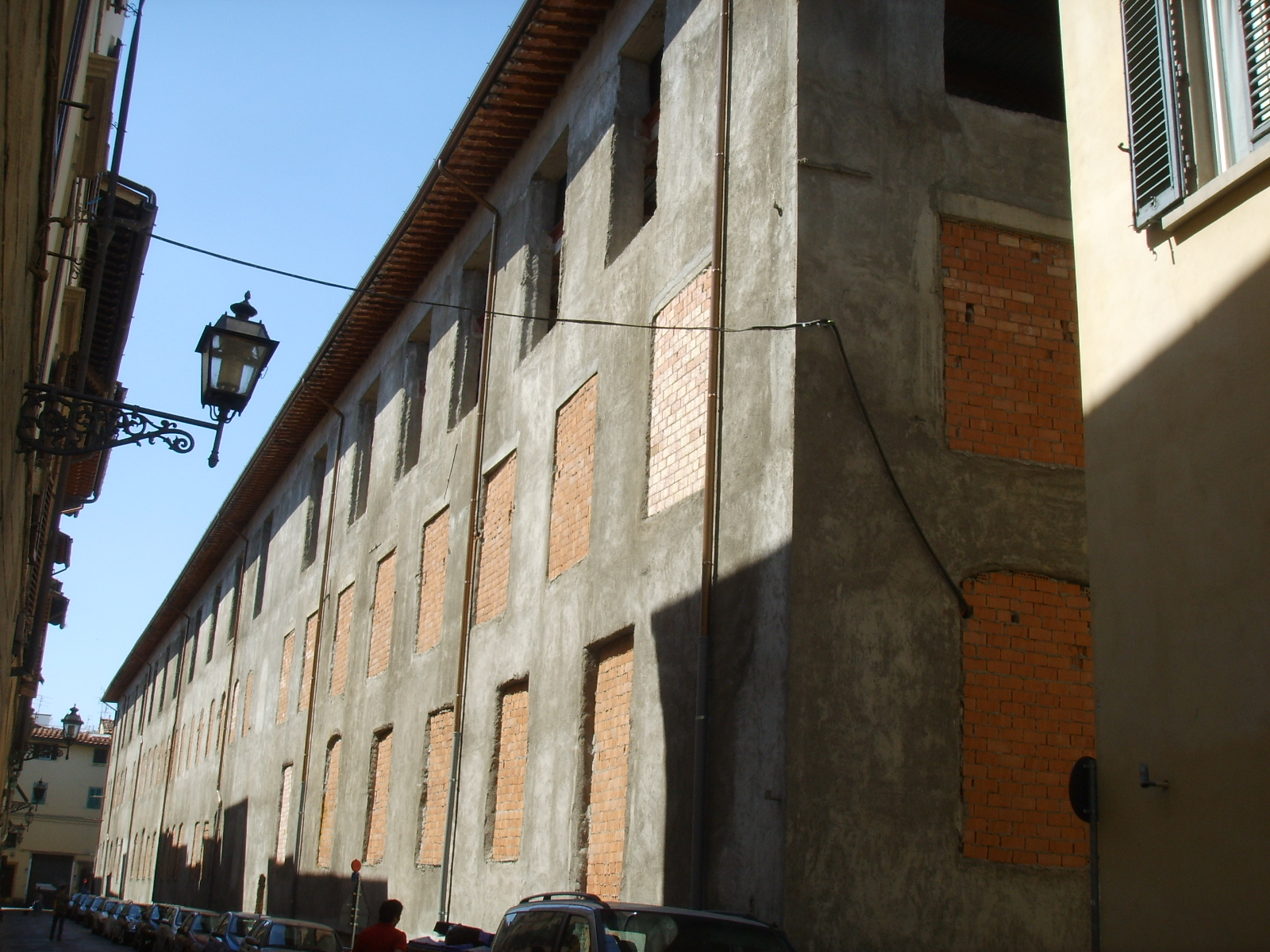
Kloster Sant’Orsola in Florenz

Francesco starb 1538 im Alter von 73 Jahren an der Pest. Im Jahr zuvor, im Juni 1537, gab er Lisa die Aussteuer zum weiteren Lebensunterhalt zurück. Nach dem Tod ihres Ehemannes zog Lisa ins Kloster Monastero di Sant’Orsola, das der Heiligen Ursula von Köln gewidmet war, wo ihre Tochter Marietta seit 1521 als Nonne und Schwester Ludovica lebte. Dort starb sie laut Eintrag am 15. Juli 1542 im Alter von 63 Jahren. Der diesbezügliche Eintrag lautet: „Donna fu di Francesco del Giocondo morì addì 15 di luglio 1542 sotterrossi in Sant’Orsola tolse tutto il capitolo“.

## Identifizierungstheorie mit Mona Lisa
Die traditionelle Identifizierung des unsignierten und nicht datierten Porträts als das der Lisa del Giocondo geht auf Giorgio Vasari, den ersten Biografen der neuzeitlichen Kunstgeschichte aus dem 16. Jahrhundert, zurück. Er hielt fest, dass Leonardo nach seiner Rückkehr nach Florenz, also in den Jahren zwischen 1500 und 1506, ein Porträt der Lisa del Giocondo, der dritten Gemahlin des Florentiner Kaufmanns und Seidenhändlers Francesco di Bartolomeo di Zanobi del Giocondo, gemalt habe. Ferner behauptet er, dass Leonardo das Porträt vier Jahre später immer noch nicht vollendet und das noch unfertige Bild auch nicht an seinen Auftraggeber Francesco del Giocondo übergeben, sondern für sich behalten habe.
Gestützt wird der Bezug zu Lisa del Giocondo durch eine Entdeckung, die man 2008 machte: Bei der Katalogisierung eines Frühdrucks der Universitätsbibliothek Heidelberg (Signatur D 7620 qt. INC) wurde der handschriftliche Eintrag des florentinischen Kanzleibeamten Agostino Vespucci vom Oktober 1503 gefunden, der unter anderem davon berichtet, dass Leonardo ein Porträt der Lisa del Giocondo angefertigt habe.
Es ist aber anzumerken, dass die Randnotiz des Agostino Vespucci nicht belegt, dass wirklich die Rede von dem als „Mona Lisa“ bekannten Gemälde ist; sie könnte sich auf andere Gemälde beziehen, sogar auf solche, die der Wissenschaft nicht bekannt sind oder einem anderen Maler zugeschrieben wurden. Zudem argumentieren einige Kunsthistoriker, dass das große Bildformat und die Armlehne („Herrschersessel“) gegen die Lisa-del-Giocondo-Theorie spricht.
Sofern die Theorie aber stimmen sollte, fertigte Leonardo da Vinci  in seinem Leben vermutlich zwei Porträts von Lisa del Giocondo an, nämlich zuerst die Isleworth Mona Lisa und später die Mona Lisa im Louvre.
Letztere malte er zeitgleich mit einem Schüler, der die Mona Lisa im Museo del Prado malte, wie die übereinstimmenden Korrekturen an beiden Porträts und die etwas geringere Kunstfertigkeit des Schülers im Pinselstrich zeigen.

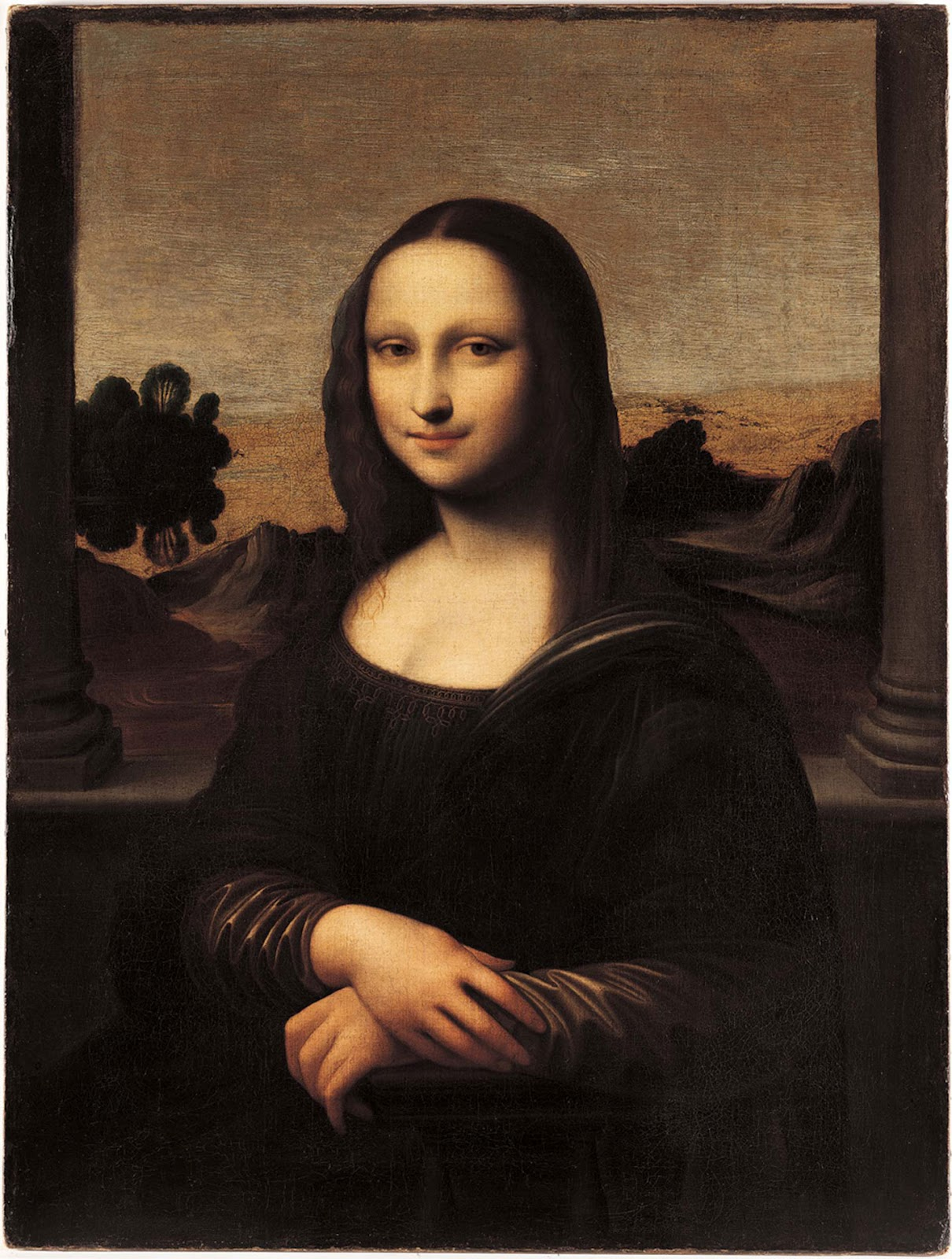
Mona Lisa, Isleworth, von Leonardo
Mona Lisa, Louvre, von Leonardo
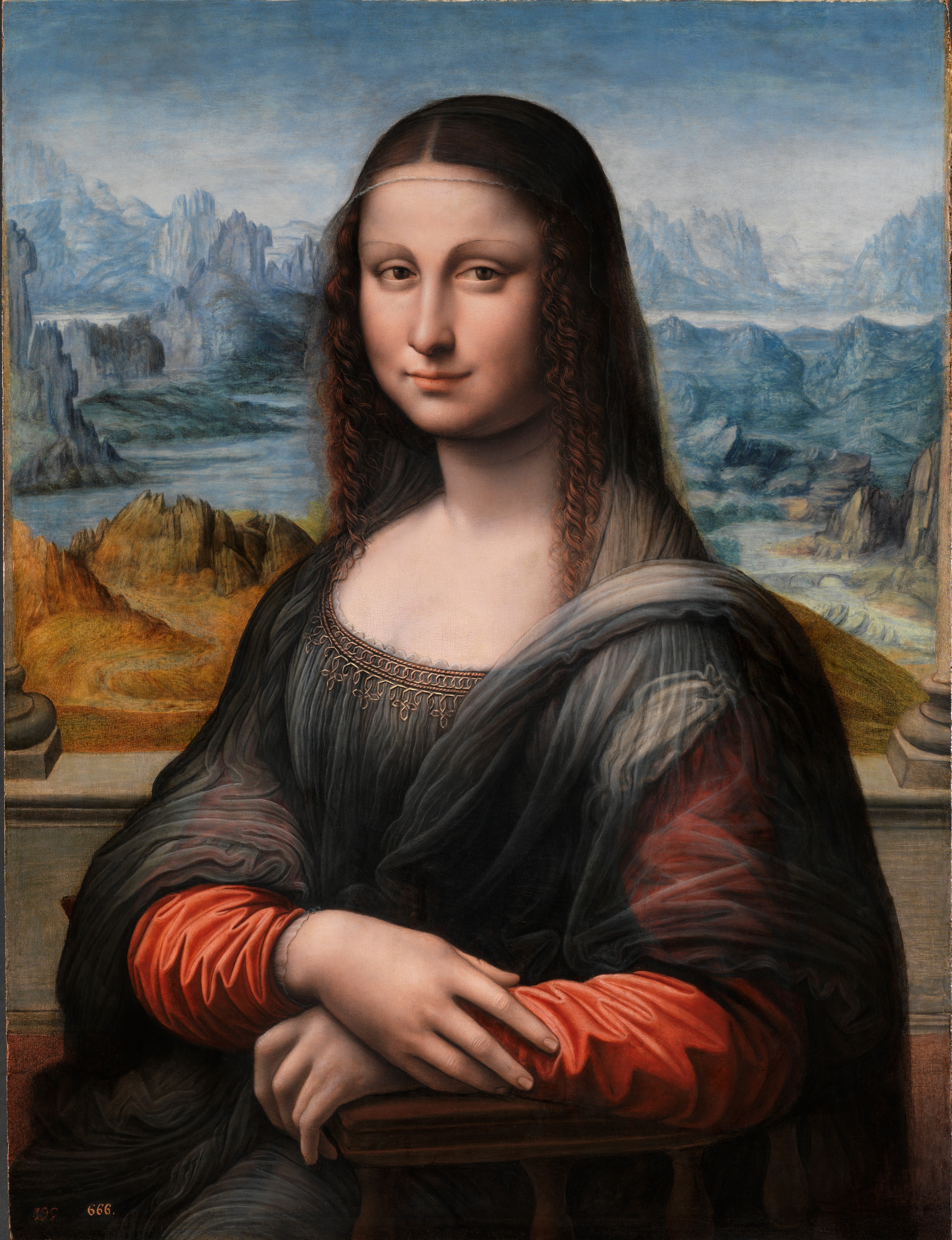
Mona Lisa, Prado, von einem Schüler